# コバルチク花理愛
コバルチク 花理愛（コバルチク かりあ、2009年〈平成21年〉10月26日 - ）は、日本のモデル、タレント。あだ名は、きゃりり。
アメリカ出身。ディスカバリー・ネクスト所属。